# Vlastimil Tusar

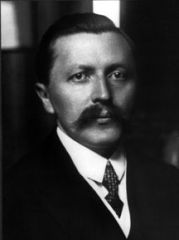
Vlastimil Tusar

Vlastimil Tusar, född 18 oktober 1880 i Prag, död 22 mars 1924 i Berlin, var en tjeckoslovakisk politiker.
Tusar tog som ung tjänst i en handelsfirma och kastade sig snart in i de handelsanställdas fackliga rörelse, varifrån han omedelbart tog steget till arbetarnas politiska organisation och anslöt sig till socialdemokratin. År 1897 blev han sekreterare hos den socialdemokratiska organisationen i Prag, började skriva i arbetarpressen och blev 1903 redaktör för det socialdemokratiska partiorganet "Kovnost" i Brno.
År 1911 valdes Tusar till medlem av österrikiska riksdagen, och 1913 kom han in i Mährens lantdag. Som riksdagsman i Wien utsågs han till verkställande ledamot i den tjeckiska riksdagsklubben, till vilken samtliga tjecker i det gamla österrikiska parlamentet oberoende av partifärg hörde.
År 1917 valdes Tusar till vice president i österrikiska riksdagen, vilket val markerade, att han var en av de tjeckiska nationalitetssträvandenas märkesmän. Han hade nämligen, liksom hela den tjeckiska socialdemokratin, med iver kastat sig in i kampen för tjeckernas lösgörande från den habsburgska monarkin.
Då den tjeckoslovakiska republiken uppstått ur de revolutionära händelserna i slutet av 1918, utsågs Tusar till den nya statens förste representant i Wien. Han vann snart stora sympatier, även i Österrike. I juli 1919 blev han chef för den tjeckoslovakiska republikens andra regering, som var bildad på grundvalen av en koalition mellan Tusars eget parti och ett flertal borgerliga grupper.
Då Tusars ministär genom det socialdemokratiska partiets splittring 1920 förlorade sitt underlag, avgick den i september samma år. Han utnämndes i mars 1921 till tjeckoslovakisk minister i Berlin, där han lyckades väsentligt medverka till att skingra tysk misstro mot den med Frankrike allierade tjeckoslovakiska republiken.